# Замахина, Наталья Георгиевна
Наталья Георгиевна Замахина (род. 9 октября 1956, Ленинград, СССР) — советская и российская художница по костюмам. Лауреатка премий «Ника» (2002) и «Золотой орёл».

## Биография
Наталья Замахина родилась 9 октября 1956 года в Ленинграде.
В 1983 году окончила Ленинградское высшее художественно-промышленное училище им. Мухиной. Началом карьеры Замахиной стала работа на киностудии «Ленфильм» с 1986 года. Позже, Наталья сотрудничала с петербургскими Театрами «Время» и «Приют комедианта», занимала должность художницы по костюмам концертных программ «Поп-механики» Сергея Курёхина, а также работала на телевидении в качестве автора костюмов для телепрограмм «От форте до пьяно…» (1995, РТР), «Хамелеон» (1997, РТР). С 12 февраля 2008 года, Замахина является основательницей и художницей гардероба исторического костюма «Kapussta»
Наталья Замахина является членом союза кинематографистов России с 1992. А также академиком кинематографических искусств «Ника». В 2002 году была удостоена национальной кинематографической премии «Ника» и премии национальной Академии кинематографических искусств и наук России «Золотой Орёл».

## Фильмография
- 2014 — «Гена Бетон», реж. Р. Качанов
- 2010 — «Опасный Ленинград», TV, продюсер А. Матвеева
- 2010 — «Самая реальная сказка», реж. Андрей Мармонтов
- 2010 — «Осколки», TV реж. Юрий Мамин
- 2009 — «Расплата» реж. Olivier Bonas, company Future Film
- 2008 — «Гольфстрим под айсбергом» (трилогия) реж. Е. Пашкевич
- 2007 — «Луна в зените», TV, реж. Д. Томашпольский
- 2007 — «Война и мир» (итал. Guerra e pace), Италия TV, реж. Роберт Дорнхельм
- 2007 — «Ветка сирени», реж. П. Лунгин
- 2007 — «Ленинград», реж. А. Буравский
- 2006 — «Гольфстрим под айсбергом» (трилогия) реж. Е. Пашкевич
- 2005 — «Transit», TV, реж. Niall MacCormick[англ.], company MTV Europe
- 2005 — «Екатерина», BBC
- 2004—2005 — «Преступления в стиле модерн», TV
- 2004 — «Кронштадтский мятеж», Англия TV
- 2004 — «Распутин», BBC
- 2004 — «Пираты Эдельвейса» (нем. Edelweißpiraten), реж. Нико фон Глазов, Германия, company First Floor Features
- 2004 — «Любимые бессмертны» (фр. Ceux qui aiment ne meurent jamais), Франция, реж. Кристоф Малавуа, company Arte France
- 2003 — «Бункер» (нем. Der Untergang), Германия, реж. Оливер Хиршбигель, supervisor Н. Замахина, company Constantin Film Produktion
- 2002 — «Письма к Эльзе», реж. И. Масленников
- 2001 — «Сказ про Федота-стрельца», реж. С. Овчаров
- 2001 — «Мама будет против», реж. Сергей Басин
- 2001 — «Сёстры», реж. С. Бодров-младший
- 2000—2001 — «Чёрный ворон», сериал TV
- 2000 — «Сочинушки», реж. С. Овчаров (в цикле «Мифы»)
- 2000 — «Русские страшилки», реж. Юрий Мамин
- 2000 — «Воспоминания о Шерлоке Холмсе», реж. И. Масленников
- 2000 — «Яблоко», реж. С. Овчаров (в цикле «Мифы»)
- 1999 — «Подвиги Геракла», реж. С. Овчаров (в цикле «Мифы»)
- 1998 — «Горько!», реж. Ю. Мамин
- 1997 — «В той стране», реж. Л. Боброва
- 1997 — «Упырь», реж. С. Винокуров
- 1996 — «Тело будет предано земле, а старший мичман будет петь», реж. И. Макаров
- 1996 — «Принципиальный и жалостливый взгляд», реж. А. Сухочев
- 1996 — «Музыка любви. Неоконченная любовь» (фр. La musique de l'amour: Un amour inachevé), TV, реж. Fabrice Cazeneuve[фр.]
- 1995 — «Музыка любви: Роберт и Клара Шуман» (фр. La musique de l'amour: Robert et Clara), TV, реж. Jacques Cortal, company France 2
- 1995 — «Обжигающее лето», (фр. Été brulant)Франция, реж. J. Foulon[фр.]
- 1994 — «Mademoiselle O», TV, реж. Jérôme Foulon[фр.], company France 2 (FR2)
- 1994 — «Дожди в океане», реж. В. Аристов
- 1993 — «Окно в Париж», реж. Ю. Мамин
- 1993 — «Над тёмной водой», реж. Д. Месхиев
- 1993 — «Тюремный романс», реж. Е. Татарский
- 1992 — «От форте до пьяно», TV, реж. Ю. Мамин
- 1991 — «Ой, вы, гуси», реж. Л. Боброва
- 1991 — «Пьющие кровь», реж. Е. Татарский
- 1990 — «Бакенбарды», реж. Ю. Мамин
- 1990 — «Круг второй», реж. А. Сокуров
- 1989 — «Посвящённый», реж. О. Тепцов
- 1989 — «Мадам Бовари», реж. А. Сокуров, асс. худ. по костюмам Н. Замахина
- 1988 — «Собачье сердце», реж. В. Бортко, асс. худ. по костюмам Н. Замахина
- 1988 — «Хлеб — имя существительное», реж. Г. Никулин

## Награды
- 2002 — премия «Золотой орёл» за лучшую работу художника по костюмам («Сказ про Федота-стрельца»)
- 2002 — премия «Ника» за лучшую работу художника по костюмам («Сказ про Федота-стрельца»)